# Tongyong Pinyin
Tongyong Pinyin (chinesisch 通用拼音, Pinyin Tōngyòng Pīnyīn, Tongyong Pinyin Tongyòng Pinyin – „allgemein angewandte Lautschrift“) ist eine in der Republik China auf Taiwan entwickelte Umschrift (oder Romanisierung) der chinesischen Sprache. Sie basiert ebenso wie das in der Volksrepublik China entwickelte Hanyu Pinyin auf der Aussprache des Peking-Dialekts. Etwa 80 Prozent der Silben des Tongyong Pinyin sind mit den entsprechenden Silben in der Schreibweise des Hanyu Pinyin identisch. 
Zwischen 2002 und 2008 fungierte Tongyong Pinyin in der Republik China als offizielle Romanisierung des Chinesischen in Taiwan. In dieser Rolle wurde es zum 1. Januar 2009 auf Beschluss der ein Jahr zuvor gewählten Kuomintang-Regierung durch Hanyu Pinyin abgelöst. In einigen von der DPP regierten Städten und Landkreisen ist Tongyong Pinyin jedoch weiterhin in Gebrauch.

## Geschichte
Tongyong Pinyin ist eine 1998 von Yu Bor-chuan (余伯泉,  Yú Bóquán) weiterentwickelte Version der Lautumschrift Mandarin Phonetic Symbols II, an der seitdem jedoch einige weitere Modifikationen vorgenommen wurden.

## Unterschiede zu Hanyu Pinyin

### Laut-Buchstaben-Zuordnung
In der Schreibung der Silben unterscheidet sich Tongyong Pinyin von Hanyu Pinyin wie folgt:
- Der in Hanyu Pinyin mit zh wiedergegebene Laut wird jh geschrieben.
Beispiel: zhong – jhong
- Die Buchstaben s und c sind in Tongyong Pinyin doppelt belegt:  Vor a, e, o, u und ih haben sie die gleiche Bedeutung wie in Hanyu Pinyin; vor den Vokalen i und yu entsprechen sie den Lauten x und q in Hanyu Pinyin.  Die Buchstaben x und q kommen in Tongyong Pinyin nicht vor.
Beispiele: san – san, ci – cih, xing – sing, qi – ci
- Der in Hanyu Pinyin in den Silben zi, ci, si, zhi, chi, shi und ri als i wiedergegebene (in Zhuyin nicht separat dargestellte) Laut wird in Tongyong Pinyin (wie zum Teil auch in Wade-Giles), durch die Endung ih angezeigt.
Beispiele: shi – shih, zhi – jhih
- Das in Hanyu Pinyin verwendete ü wird durch yu ersetzt, auch in den Fällen, in denen bei Hanyu Pinyin die Punkte über dem u weggelassen werden.
Beispiele: nü – nyu, qu – cyu, xue – syue
- eng wird nach b-, p-, m-, f-, w- als ong geschrieben.
Beispiel: feng – fong
- wen wird zu wun.
- iong wird immer als yong geschrieben.
Beispiel: xiong – syong
- Die in Wade-Giles und Hanyu Pinyin zu iu bzw. ui zusammengezogenen Dreifachvokale (Triphthonge) iou bzw. uei – z. B. in liu und gui – dürfen optional auch ausgeschrieben werden. (Die Bezeichnungen kleinerer Gemeinden sind in der Umschrift jedoch immer voll auszuschreiben.)

Von den 416 Silben des Hochchinesischen werden 335 in Hanyu Pinyin und Tongyong Pinyin gleich geschrieben.  Nur in zwei Fällen (ci und si) bezeichnet die Umschrift je nach System unterschiedliche Silben.

### Weitere Unterschiede
- Für die Darstellung der Töne verwendet Tongyong die Zeichen des Zhuyin, und nicht des Hanyu Pinyin, d. h. der erste Ton wird nicht gekennzeichnet, wohingegen der leichte („neutrale“ Ton) durch einen Punkt markiert werden kann.
- Wie in Hanyu Pinyin können Silben zur Vermeidung einer möglichen Verwechslung durch einen Apostroph getrennt werden, z. B. ji’nan oder jin’an. Manchmal, wie bei Ortsnamen, verwendet man aber auch einen Bindestrich.
- Obwohl die Großschreibung des ersten Buchstabens jeder Silbe ursprünglich nicht vorgesehen war, wird diese an verschiedenen Stellen praktiziert (z. B. auf Straßenschildern).

Von Tongyong Pinyin wurde auch eine Version für das Taiwanische (台語音標版) entwickelt, in welcher der Buchstabe f wegfällt, jedoch ein zusätzlicher Buchstabe v ergänzt wurde.

## Kontroversen und Verbreitung
Ein Kritikpunkt an Tongyong Pinyin ist die Wiedergabe mehrerer Anlaute (welche im Zhuyin unterschieden werden) durch die Buchstaben c und s. Ein anderer Punkt ist, dass bei der Verwendung von Hanyu Pinyin jede chinesische Silbe mit gleich vielen oder sogar weniger Anschlägen auf der Computertastatur eingegeben werden kann. Sicherlich ist das größte Hindernis für eine größere Akzeptanz von Tongyong Pinyin, dass für die Transkription der chinesischen Hochsprache bereits Hanyu Pinyin als Standard in der Volksrepublik China und als international anerkannter ISO-Standard festgelegt ist. Hanyu Pinyin ist auch ein wichtiges Hilfsmittel für den Großteil derjenigen, die Chinesisch lernen oder in China geschäftlich tätig sind. Befürworter des Tongyong Pinyin führen als Argument an, dass in ihrem System auf Buchstaben wie q und x verzichtet wird, welche Nichtmuttersprachlern keinen Hinweis auf die Aussprache der so dargestellten Laute liefern. 
In Taiwan stieß das im Oktober 2000  als nationaler Standard vorgeschlagene  Tongyong-Pinyin-Konzept auf teilweise Ablehnung und löste eine politische Kontroverse aus, welche zu einem großen Teil mit den unterschiedlichen Vorstellungen der dortigen politischen Gruppierungen bezüglich der nationalen Identität in Zusammenhang stand.
Im August 2002 wurde Tongyong Pinyin zwar offiziell eingeführt, jedoch war die entsprechende Verordnung für die lokalen Verwaltungen nicht verbindlich. Einige von der Kuomintang geführte Städte – hier ist vor allem Taipeh zu nennen – beschlossen, auf örtlichen Beschilderungen stattdessen Hanyu Pinyin zu verwenden. Nach dem Regierungswechsel im Jahr 2008 beschloss die neue Kuomintang-Regierung die landesweite Einführung des Hanyu Pinyin als Standard zum 1. Januar 2009. Einige von der Oppositionspartei DPP regierte Städte und Landkreise, wie etwa die regierungsunmittelbaren Städte Kaohsiung und Tainan, boykottieren die für Lokalregierungen unverbindliche Verordnung und verwenden in ihrem Gebiet weiterhin Tongyong Pinyin. Dies macht die landesweite Verwendung der verschiedenen Umschrift-Systeme sehr unübersichtlich, da, je nachdem, wo man sich befindet und von welcher Behörde die Beschilderung angebracht wurde, dieselben chinesischen Bezeichnungen unterschiedlich geschrieben werden.

## Photos

Anwendung in der Praxis
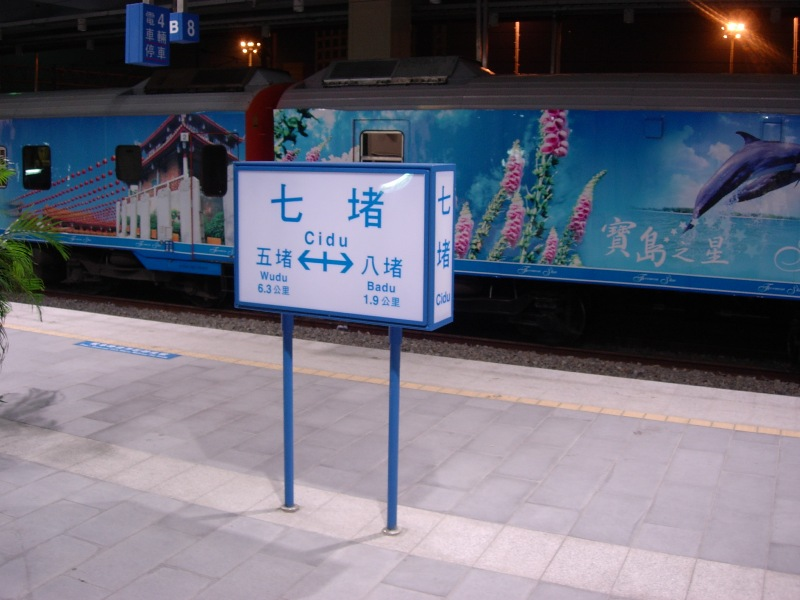
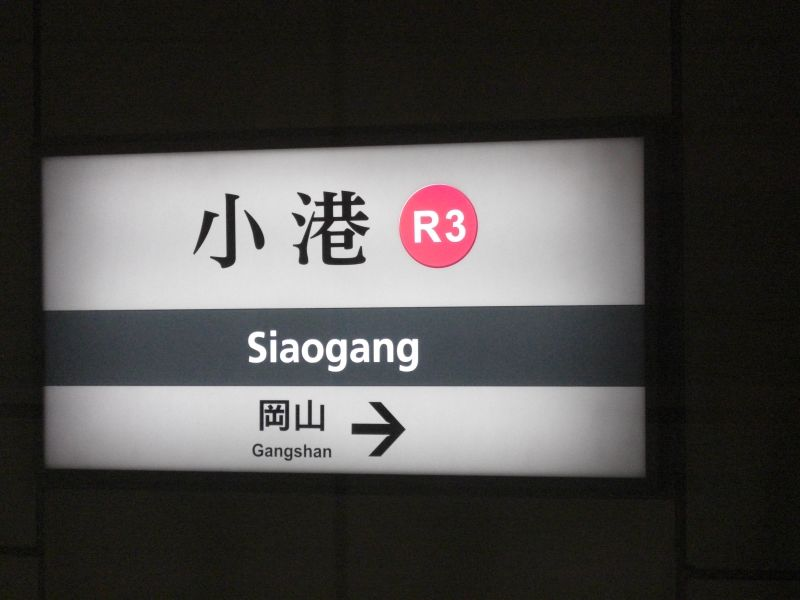
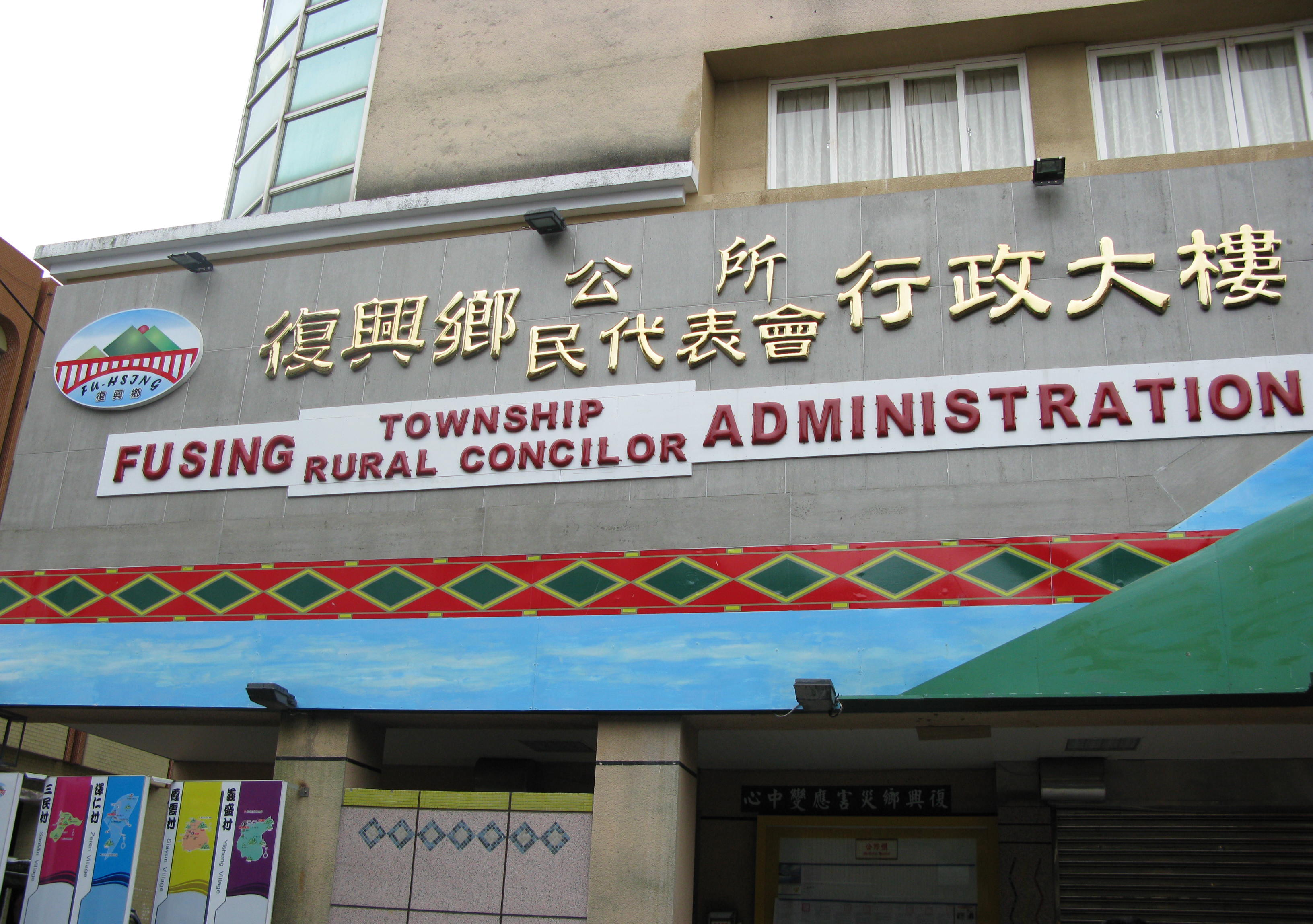